# (33943) 2000 LE36
2000 LE36 (asteroide 33943) é um asteroide da cintura principal. Possui uma excentricidade de 0.12130970 e uma inclinação de 4.02825º.
Este asteroide foi descoberto no dia 1 de junho de 2000 por NEAT em Haleakala.